# Перле-Вейса
Перле́-Вейса́ (чув. Пӗрле Вӑйпа) — посёлок в Похвистневском районе Самарской области в составе сельского поселения Малое Ибряйкино.

## География
Находится на расстоянии примерно 5 километров по прямой на юго-восток от районного центра города Похвистнево, село находится на реке Камышла.

## История
Поселок был основан в середине 1920-х годов переселенцами из села Малое Ибряйкино. 

## Население
Постоянное население составляло 49 человек (русские 33%, чуваши 65%) в 2002 году, 32 в 2010 году.